# ボウリング・グリーン-サウス・フェリー・シャトル
ボウリング・グリーン-サウス・フェリー・シャトル (Bowling Green–South Ferry shuttle) はかつてニューヨーク市地下鉄Aディビジョンで運行されていた系統の1つである。IRTレキシントン・アベニュー線ボウリング・グリーン駅とIRTブロードウェイ-7番街線サウス・フェリー・ループス駅内側ホームを結んでおり、かつてボウリング・グリーン駅よりサウス・フェリー・ループス駅へ向かっていた5系統が1909年より全列車ブルックリン区方面へ直通を開始したことによるレキシントン・アベニュー線の乗客のサウス・フェリー・ループス駅へのアクセスを損なわないように設定された列車であった。この列車に充当されていたR12電車 (5703-5706) は特別改造を受けており、ドアを開ける際に車両両端の2ドアが開き、その後車両中央の1ドアが開くようになっていた。

## 歴史
1905年7月10日、レキシントン・アベニュー線がウォール・ストリート駅からサウス・フェリー・ループス駅まで延伸開業した際、レキシントン・アベニュー線の列車は全てサウス・フェリー・ループス駅行きとして運転されていた。その後1908年にジョレールモン・ストリート・トンネル開通した後、大半の列車がボウリング・グリーン駅よりトンネルを通過しブルックリン区への乗り入れを開始したが、ラッシュ時の一部列車は依然サウス・フェリー・ループス駅止まりであった。しかし、この運転形態ではラッシュ時のブルックリン区内の大量の乗客を捌ききれないことがすぐに分かった。
トンネル開通のわずか3ヶ月後にボウリング・グリーン駅の西側に新たなホームの建設が開始された。ホームは1909年に完成し、シャトルはこのホームを使用する形で1909年2月より2両編成でラッシュ時のみの運行を開始した。この際にラッシュ時の本線急行列車は全列車ブルックリン区へ直通を開始し、普通列車はシティ・ホール駅止まりとなった。
1964年8月、シャトルに充当されていた車両が特別改造を受けたR12電車 (5703-5706) に変更された。この車両は片側3ドアであるが、同時に開くのではなくまず車両両端の2ドアが開き、その後中央のドアが開いていた。
1967年、列車はニューヨーク市地下鉄の他のシャトル系統と同じくSSというラベルが付けられた。
ニューヨークシティ・トランジット・オーソリティはこのシャトル列車によりもたらされる利益よりも運行に関わる損益の方が大きいと判断した。1977年2月12日深夜から13日早朝にかけての最終列車の運行が終了後、シャトルは廃止された。なお、これに伴いシャトル以外の発着列車の無かったボウリング・グリーン駅西側ホームとサウス・フェリー・ループス駅内側ホームは閉鎖された。その後、このシャトル列車廃止の補完を行う列車は設定されず、レキシントン・アベニュー線列車に乗車しサウス・フェリー駅およびスタテン島フェリーのホワイトホール・ターミナルへ向かう場合はボウリング・グリーン駅より短い距離を歩く必要がある。